# Jean-Marc Ayrault
Jean-Marc Ayrault (Maulévrier 25 januari 1950), is een Frans politicus voor de Parti socialiste.
Hij werd geboren in het arbeidersgezin van Joseph Ayrault (1921) en Georgette Uzenot (1928). Na de schoolopleiding in zijn geboorteplaats ging hij studeren aan de universiteiten van Nantes en Würzburg. Hij werd in 1971 leraar Duits en dat bleef hij tot aan het begin van zijn politieke loopbaan.
Ayrault is sinds 1971 gehuwd met Brigitte Terrien, een lerares Frans, ze hebben twee kinderen.

## Politieke carrière
Hij werd in 1977 burgemeester van Saint-Herblain, in 1989 burgemeester van Nantes, in 1992 voorzitter van de federatie van de verkozen socialisten in Frankrijk was van 1995 tot 1997 voorzitter van de vereniging van burgemeesters van de grote steden in Frankrijk. Hij werd in 1986 lid van de Assemblée nationale, het Franse parlement, en daar in 1997 leider van de groupe socialiste.
Ayrault werd op 15 mei 2012 premier van Frankrijk, de dag dat François Hollande president van Frankrijk werd. Toen in maart 2014 de Parti socialiste bij de Franse gemeenteraadsverkiezingen veel stemmen verloor, nam Ayrault zijn ontslag als eerste minister.
Hij was enige tijd lid van de Franse Senaat, maar werd in 2016 weer tot minister van Buitenlandse Zaken benoemd. Hij bleef dat 10 mei 2017, toen de regering van de nieuwe president Macron aantrad.
Hij werd in 2018 de voorzitter van de Fondation pour la mémoire de l'esclavage.

## Onderscheidingen
- (fr)  14 juli 2019. Commandeur in het Legioen van Eer
- (de)  14 mei 2014. Prix Carlo Schmid in Duitsland voor de onderlinge betrekkingen
- (fr)  28 november 2012. Nationale Orde van Verdienste
- (it)  19 november 2012. Ridder in de Orde van Verdienste in Italië

## Websites
- (fr)  Jean-Marc Ayrault le blog

- Bibliothèque nationale de France: cb12117690z (data)
- Gemeinsame Normdatei: 12987986X
- International Standard Name Identifier: 0000 0001 1047 2501
- Library of Congress Control Number: nr98015254
- Nationale Bibliotheek van Israël: 987007359690505171
- Nationale Bibliotheek van Polen: a0000003422330
- Système universitaire de documentation: 029581435
- Virtual International Authority File: 27098069
- WorldCat: E39PBJdGQRYmTbMxwCKq3JKDbd